# Zauia de Illigh
A Zauia de Illigh ou de Illirh, também conhecida como Zauia Semlaliya, de Tazerwalt ou de Tazeroualt é uma zauia (mausoléu de um santo ou místico muçulmano) construída por Ali Abu Damia Haçane Senlali no início do século XVII e completamente reconstruída no final do século XIX. Situa-se na vila do Antiatlas de Sidi Ahmed ou Moussa, a cerca de 30 km em linha reta a sudeste de Tiznit, a pouco mais de 4 km a leste da pequena aldeia de Illigh (ou Illirh).
O nome da zauia é também usado para designar a confraria sufista  fundada  pelo marabuto Cide Amade u Mussa, antepassado de Alboácem. Aproveitando-se do enfraquecimento do poder central dos saadianos, Alboácem tornou a confraria de que era líder um ator incontornável e poderoso no sul marroquino em geral e na região do Suz em particular. Illigh passou a ser a capital de do próspero reino de Tazerwalt, que chegou a dominar todo o sudoeste de Marrocos situado entre os rios Suz e o Drá e a controlar o rico comércio transaariano, nomeadamente a rota do ouro e sal de ouro  Gao-Tombuctu-Tarudante.
A zauia, como o reino de Tazerwalt de que era o símbolo, foi destruída pelo sultão Mulei Arraxide em 1671, mas foi reconstruída 30 anos depois, continuando a exercer uma grande influência política e económica no seio da tribo dos Lakhsass e mantendo relações tensas com o makhzen (governo) alauita até ao final do século XIX.
A Zauia de Iligh continua a ser um local de peregrinação (67 000 peregrinos registados em 1981), sendo palco de um moussem anual muito concorrido, que se realiza na segunda ou terceira semana de agosto. Sidi Ahmed Ou Moussa é o santo padroeiro dos acrobatas de Marrocos. A acrobacia tem uma longa tradição em Marrocos e muitos dos acrobatas marroquinos são originários de Tazerwalt.